# Episodi de La famiglia Hogan (quarta stagione)
La quarta stagione della serie televisiva La famiglia Hogan è stata trasmessa in anteprima negli Stati Uniti d'America dalla NBC tra il 3 ottobre 1988 e l'8 maggio 1989.
| nº | Titolo originale          | Titolo italiano | Prima TV USA     | Prima TV Italia |
| -- | ------------------------- | --------------- | ---------------- | --------------- |
| 1  | Animal House              |                 | 3 ottobre 1988   |                 |
| 2  | Hair Today, Gone Tomorrow |                 | 10 ottobre 1988  |                 |
| 3  | Dad's First Date          |                 | 17 ottobre 1988  |                 |
| 4  | Foiled Again              |                 | 14 novembre 1988 |                 |
| 5  | Save Baby Mark            |                 | 21 novembre 1988 |                 |
| 6  | Saturday Night Feverish   |                 | 28 novembre 1988 |                 |
| 7  | Tobacco Road              |                 | 5 dicembre 1988  |                 |
| 8  | The Big Sleep             |                 | 12 dicembre 1988 |                 |
| 9  | Secretarial Poole         |                 | 9 gennaio 1989   |                 |
| 10 | Strangers on a Train      |                 | 16 gennaio 1989  |                 |
| 11 | The Naked Truth           |                 | 23 gennaio 1989  |                 |
| 12 | Rebel with a Cause        |                 | 13 febbraio 1989 |                 |
| 13 | Boy Meets Girl            |                 | 20 febbraio 1989 |                 |
| 14 | Boy Loses Girl            |                 | 27 febbraio 1989 |                 |
| 15 | Viva Las Vegas            |                 | 6 marzo 1989     |                 |
| 16 | Double Date               |                 | 13 marzo 1989    |                 |
| 17 | The Long Goodbye          |                 | 20 marzo 1989    |                 |
| 18 | Oh Dad, Poor Dad          |                 | 27 marzo 1989    |                 |
| 19 | Slapshot                  |                 | 3 aprile 1989    |                 |
| 20 | Private Lessons           |                 | 24 aprile 1989   |                 |
| 21 | Coming to America         |                 | 8 maggio 1989    |                 |